# Châtelus (Allier)
Châtelus é uma comuna francesa na região administrativa de Auvérnia-Ródano-Alpes, no departamento Allier. Estende-se por uma área de 6,67 km². Em 2010 a comuna tinha 107 habitantes (densidade: 16 hab./km²).